# Thelypteris alan-smithiana
Thelypteris alan-smithiana är en kärrbräkenväxtart som beskrevs av L. D. Gómez. Thelypteris alan-smithiana ingår i släktet Thelypteris och familjen Thelypteridaceae. Inga underarter finns listade.